# Chajim Herzog
Chajim Herzog (hebrejsky:  חיים הרצוג‎, Chajim Hercog; 17. září 1918 Belfast – 17. dubna 1997 Tel Aviv) byl izraelský generál, diplomat, politik a člen Strany práce (dříve Ma'arach). V letech 1983 až 1993 zastával ve dvou funkčních obdobích úřad izraelského prezidenta.
Pocházel ze severoirského Belfastu a jeho otcem byl irský a izraelský vrchní rabín Jicchak ha-Levi Herzog. Vystudoval právo a jeho vojenská kariéra začala již v roce 1936 vstupem do Hagany při arabském povstání v Palestině. Během druhé světové války se jako zpravodajský důstojník Britské armády zapojil do boje proti nacismu, zúčastnil se vylodění v Normandii, bojů o překročení Rýna a osvobození koncentračních táborů. Patřil mezi zakladatele izraelské armády a v roce 1948 se zúčastnil bojů o Jeruzalém. Podílel se na zrodu izraelské vojenské zpravodajské služby, v jejímž čele celkem dvakrát stanul. Vojenskou kariéru ukončil roku 1962 v hodnosti generálmajora a o pět let později se během šestidenní války stal vojenským komentátorem.
V letech 1975 až 1978 působil jako stálý zástupce Izraele při Organizaci spojených národů (OSN), kde na obranu židovského státu mnohokrát vystupoval. Jeho projev v souvislosti se schválením rezoluce prohlašující sionismus za druh rasismu byl zařazen mezi projevy, které změnily svět. V roce 1983 dosáhl vrcholu své kariéry, když byl zvolen izraelským prezidentem. V této funkci působil deset let, během nichž se snažil vystupovat na obranu Izraele a překlenout rozdíly v izraelské společnosti. Je autorem řady knih a článků věnujících se vojenské historii.

## Mládí a studium
Narodil se v Belfastu ve Spojeném království Velké Británie a Irska (dnes Severní Irsko ve Spojeném království) jako syn Sáry Hillmanové a významného rabína Jicchaka ha-Levi Herzoga, který v letech 1919 až 1937 zastával funkci vrchního rabína Irska a následně vrchního aškenázského rabína mandátní Palestiny (1937–1948) a Izraele (1948–1959). Rodina žila od roku 1919 v Dublinu, kde se narodil i Chajimův mladší bratr Ja'akov (1921–1972), pozdější rabín a izraelský velvyslanec v Kanadě. Vyrůstal a posléze i studoval v Dublinu na Wesley College. V roce 1935, když mu bylo sedmnáct, podnikl společně s rodinou aliju do britské mandátní Palestiny, kde tři roky studoval v Hebronské ješivě, ješivě Merkaz ha-rav a právnické škole vlády britského mandátu. V roce 1936 vstoupil na počátku arabského povstání do židovské polovojenské organizace Hagana. O dva roky později se vrátil do Spojeného království, kde vystudoval právo na londýnské a cambridgeské univerzitě.

## Vojenská kariéra

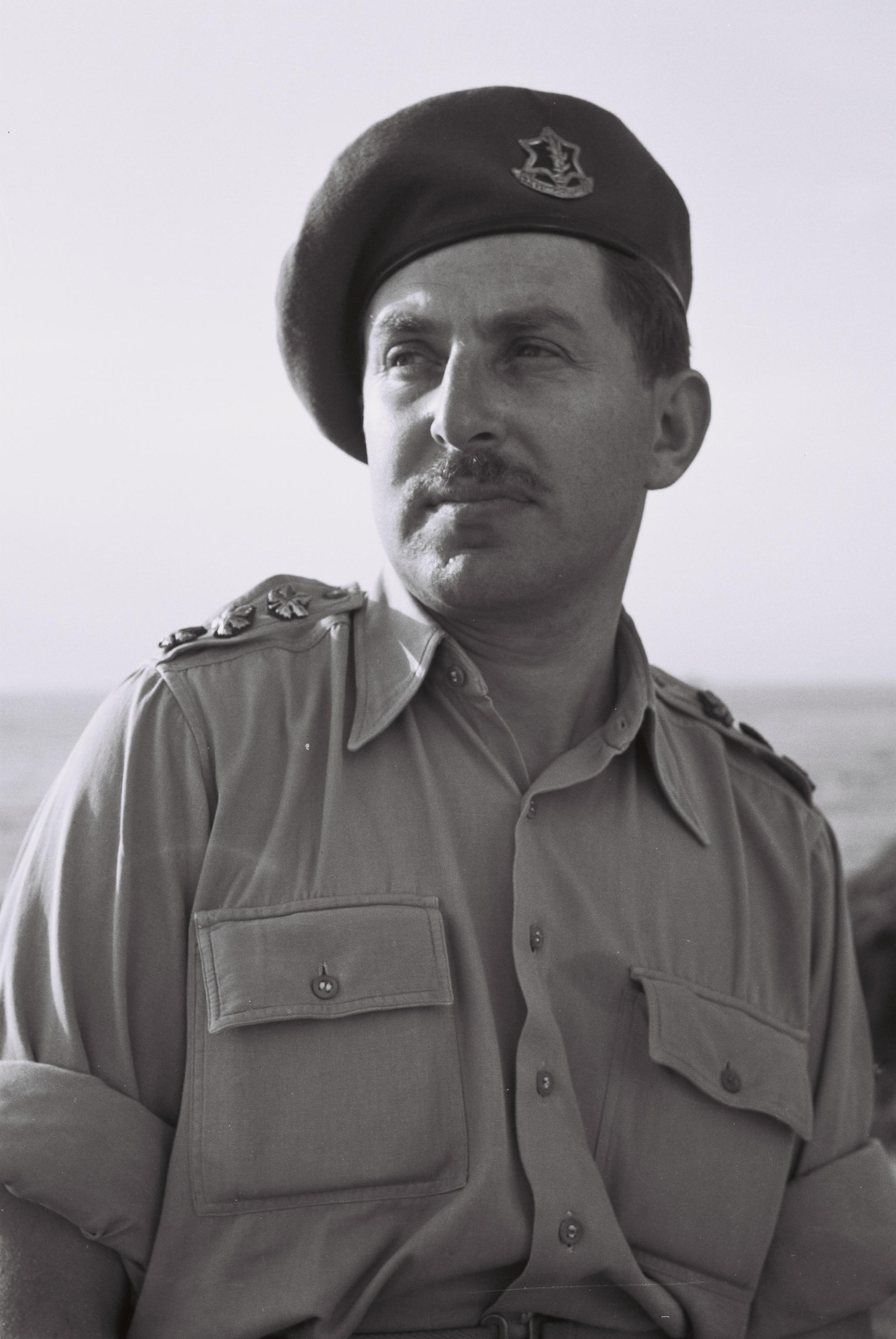
Plukovník Herzog coby vojenský atašé, 1950

Po dokončení studií vstoupil v roce 1942 do Britské armády, kde získal vojenské vzdělání v Královské vojenské akademii v Sandhurstu. Zde si vysloužil celoživotní přezdívku „Vivian“, neboť Britové neuměli správně vyslovit jeho jméno Chajim. Za druhé světové války sloužil jako zpravodajský důstojník u pěchotního a obrněného sboru, s nímž se zúčastnil vylodění v Normandii a bojů v okupované Evropě. Byl přítomen též osvobození koncentračního tábora Bergen-Belsen a podílel se na identifikaci německých zajatců včetně Heinricha Himmlera, jehož výslechu se osobně účastnil. Po skončení 2. světové války byl členem komise, která v britské okupační zóně organizovala zpravodajský systém, a působil jako velitel vojenské rozvědky v severním Německu. Demobilizován byl roku 1947 v hodnosti podplukovníka.
Téhož roku se oženil s Aurou Ambacheovou, se kterou měl čtyři děti: dceru Ronit a syny Jo'ela (* 1949), Michaela a Jicchaka (* 1960), který se stal izraelským politikem. Jeho švagrem byl izraelský ministr zahraničních věcí Abba Eban, který se oženil se sestrou Herzogovy manželky.

### Izraelské vojenské zpravodajství
V roce 1947 se vrátil do mandátní Palestiny, kde byl s největší pravděpodobností Haganou pověřen provést vnitřní hloubkovou inspekci její zpravodajské služby Šaj; tuto inspekci vykonal v květnu téhož roku. V lednu 1948 se stal jedním z instruktorů výcvikového kurzu pro zpravodajské důstojníky. V první polovině téhož roku pak stál v čele bezpečnostní sekce Židovské agentury a byl styčnou osobou pro představitele Organizace spojených národů (OSN), kteří do mandátní Palestiny přijeli prošetřit situaci před stažením britských jednotek v souvislosti s vypršením britského mandátu. Po vzniku Izraele v květnu 1948 se stal příslušníkem Izraelských obranných sil (IOS), v jejichž řadách bojoval ve válce za nezávislost. Jako operační a zpravodajský důstojník 7. obrněné divize se zúčastnil bitvy o Latrun.
V červnu 1948 rozhodl izraelský premiér David Ben Gurion o reformě a reorganizaci izraelských tajných služeb a pověřil jeho a Isera Be'eriho zřízením vojenské výzvědné služby (Šerut ha-modi'in) při generálním štábu, pod jejíž odpovědnost by spadalo „bitevní a taktické zpravodajství, kontrarozvědná činnost, cenzura, monitorování rozhlasu a vysílaček a speciální povinnosti.“ V čele této zpravodajské služby stanul Be'eri a on sám se stal jeho zástupcem. Počátkem roku 1949 došlo k další reorganizaci zpravodajských služeb, v jejímž důsledku vzniklo zpravodajské oddělení IOS, do jehož čela byl jmenován. Téhož roku vznikl na jeho návrh Koordinační výbor zpravodajských služeb, který měl „kontrolovat a koordinovat práci služeb a zmírňovat třenice, které mezi nimi vládly.“
V roce 1950 byl v této funkci nahrazen Binjaminem Giblim, který provedl rozsáhlou reorganizaci a transformoval vojenské zpravodajské oddělení ve vojenskou zpravodajskou službu, která se od prosince 1953 jmenuje Aman. Po svém odchodu z vojenského zpravodajství působil v letech 1950 až 1954 jako vojenský atašé na izraelské ambasádě ve Spojených státech, pak mezi roky 1954 a 1957 jako velitel jeruzalémské brigády a dále v letech 1957 až 1959 jako velitel jižního velitelství IOS. V roce 1959 se vrátil do čela vojenské zpravodajské služby Aman, v níž setrval do roku 1962. Během tohoto období na jaře 1959 v Teheránu se svým íránským protějškem dojednal íránsko-izraelskou vojenskou a zpravodajskou spolupráci. V roce 1962 jej ve funkci nahradil Me'ir Amit a on sám opustil izraelskou armádu v hodnosti generálmajora (aluf).

## Po odchodu zarmády

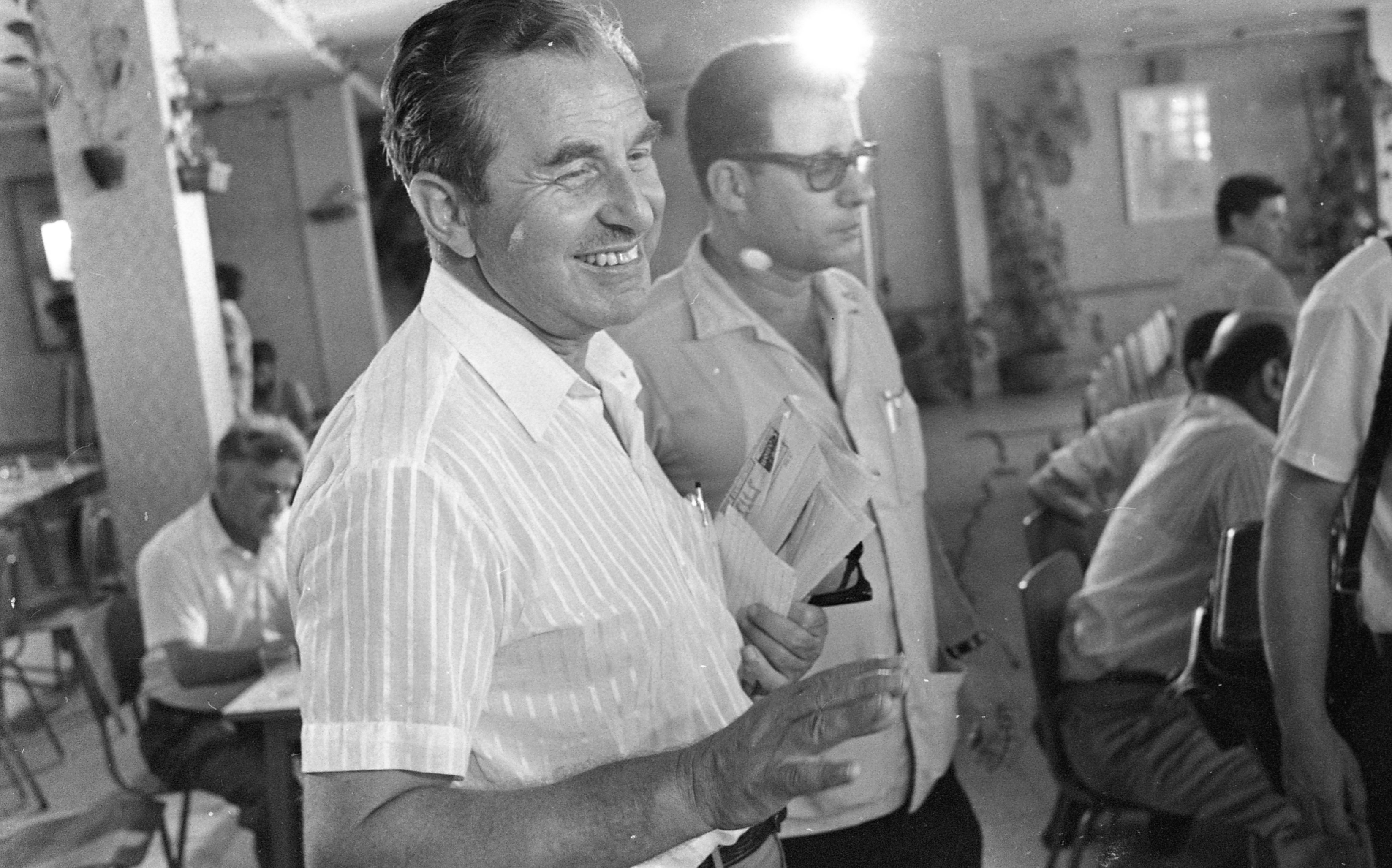
Herzog, 1969

Po odchodu z armády se věnoval podnikání a veřejné službě a působil jako obchodní ředitel konglomerátu průmyslových podniků, které v Izraeli vlastnil sir Isaac Wolfson. V květnu 1967 před vypuknutím šestidenní války nastoupil jako komentátor do rádia Kol Jisra'el. Jeho komentáře měly pozitivní vliv na izraelskou morálku a národní sebevědomí v situaci, kdy sousední arabské státy stupňovaly vojenské napětí a propagandu. Po dobytí Západního břehu Jordánu jej ministr obrany Moše Dajan jmenoval vojenským guvernérem východního Jeruzaléma a Judeje a Samařska a v této funkci setrval až do konce roku 1967. Po svém jmenování se dotázal Dajana na izraelskou politiku na dobytém území a co se od něj očekává, načež mu Dajan odpověděl: „Předpokládá se, že se budeš starat, aby se všechno vrátilo do normálních kolejí. Ale nesnaž se vládnout Arabům. Nech je, ať si vládnou sami. Pochopitelně musí vědět, že jsi šéf. (…) V podstatě chci politiku, která umožní, aby se Arab narodil, žil a umřel na Západním břehu, aniž by kdy spatřil nějakého izraelského úředníka.“
Po demobilizaci stanul v čele správní rady vydavatelství Keter Publishing a v roce 1965 se společně s Ben Gurionem podílel na vzniku politické strany Rafi. V roce 1972 s partnery Michaelem Foxem a Ja'akovem Ne'emanem založil právnickou firmu Herzog, Fox & Ne'eman, jež se později stala největší právnickou společností v Izraeli. Na roli komentátora Kol Jisra'el navázal při jomkipurské válce v roce 1973, kdy jeho klidný hlas opět povzbudil morálku národa.

## Diplomacie a politika
V srpnu 1975 byl jmenován izraelským stálým zástupcem při Organizaci spojených národů, jímž zůstal do roku 1978. V tomto období byl Izrael soustavně napadán arabskými a komunistickými státy. Během jeho působení přijalo Valné shromáždění 10. listopadu 1975 rezoluci č. 3379, označující sionismus za „formu rasismu a rasové diskriminace.“ Při svém projevu před Valným shromážděním OSN připomněl, že přesně před 37 lety (10. listopadu 1938) proběhla Křišťálová noc, navrženou rezoluci odsoudil a symbolicky ji roztrhal (obdobně jeho otec roztrhal MacDonaldovu bílou knihu, která omezovala židovskou imigraci do mandátní Palestiny v předvečer druhé světové války), se slovy:
| „ | Pro nás, židovský národ, toto usnesení, založené na nenávisti, lži a aroganci, postrádá jakoukoliv morální či právní hodnotu. | “ |

Jeho projev zařadili britští historici v čele s Simonem Sebag-Montefiorem do sbírky „projevů, které změnily svět“ (Speeches that Changed the World) vedle řečí například Martina Luthera Kinga, Nelsona Mandely, Winstona Churchilla či Johna F. Kennedyho. Tato rezoluce byla 16. prosince 1991 (tedy v době, kdy působil ve funkci prezidenta) revokována rezolucí č. 46/86, kterou Izrael podmínil svou účast na Madridské mírové konferenci v roce 1991. V historii OSN se jednalo k roku 2010 o jedinou revokovanou rezoluci.
Další událostí jeho působení v Organizaci spojených národů byla operace Entebbe z července 1976. Izraelská speciální jednotka Sajeret Matkal tehdy provedla operaci k záchraně zhruba stovky cestujících letu společnosti Air France, unesených palestinskými teroristy z Lidové fronty pro osvobození Palestiny a německými revolučními buňkami do Ugandy. Celá operace se odehrála v průběhu 57 minut a až na čtyři pasažéry při ní byli všichni rukojmí zachráněni. Uganda pak požádala o svolání zasedání Rady bezpečnosti OSN, po níž chtěla odsouzení Izraele, na kterém požadovala uhrazení vzniklých materiálních škod. Herzog na ugandský požadavek před Radou bezpečnosti reagoval:
| „ | V žádném případě tu nesedím na lavici obžalovaných jako žalovaná strana. Stojím zde jako žalobce, vznášející obžalobu tohoto prohnilého, zkorumpovaného, brutálního, cynického a krvežíznivého monstra mezinárodního terorismu a všech, kteří ho tak či onak podporují – ať již cestou přímé pomoci, nebo jen pouhé tolerance. Předstupujeme před Radu bezpečnosti s prostým poselstvím, v němž sdělujeme, že jsme hrdí na to, co jsme dokázali, neboť jsme předvedli celému světu, že i v malé zemi, existující za podmínek, v jakých musí fungovat Stát Izrael, a které jsou členům této Rady důvěrně známy, představují lidská důstojnost, život a svoboda ty nejvyšší hodnoty. Jsme hrdí nejen na to, že se nám podařilo zachránit životy více než stovky nevinných rukojmích – mužů, žen i dětí, ale také na význam, který má naše operace pro věc obrany lidské svobody. | “ |

V roce 1978 jej ve funkci izraelského stálého zástupce při OSN vystřídal Jehuda Cvi Blum a on sám se vrátil do Izraele, kde se věnoval právní praxi a domácí politice. Do celostátní politiky vstoupil ve volbách do Knesetu v roce 1981, kdy byl zvolen poslancem za stranu Ma'arach, předchůdkyni dnešní Strany práce. Během necelých dvou let, které v izraelském parlamentu strávil, působil jako člen zahraničního a branně bezpečnostního výboru a výboru pro ústavu, právo a spravedlnost. Na svůj mandát rezignoval v roce 1983 poté, co byl zvolen izraelským prezidentem. V parlamentu jej nahradil Nachman Raz.

## Prezidentství

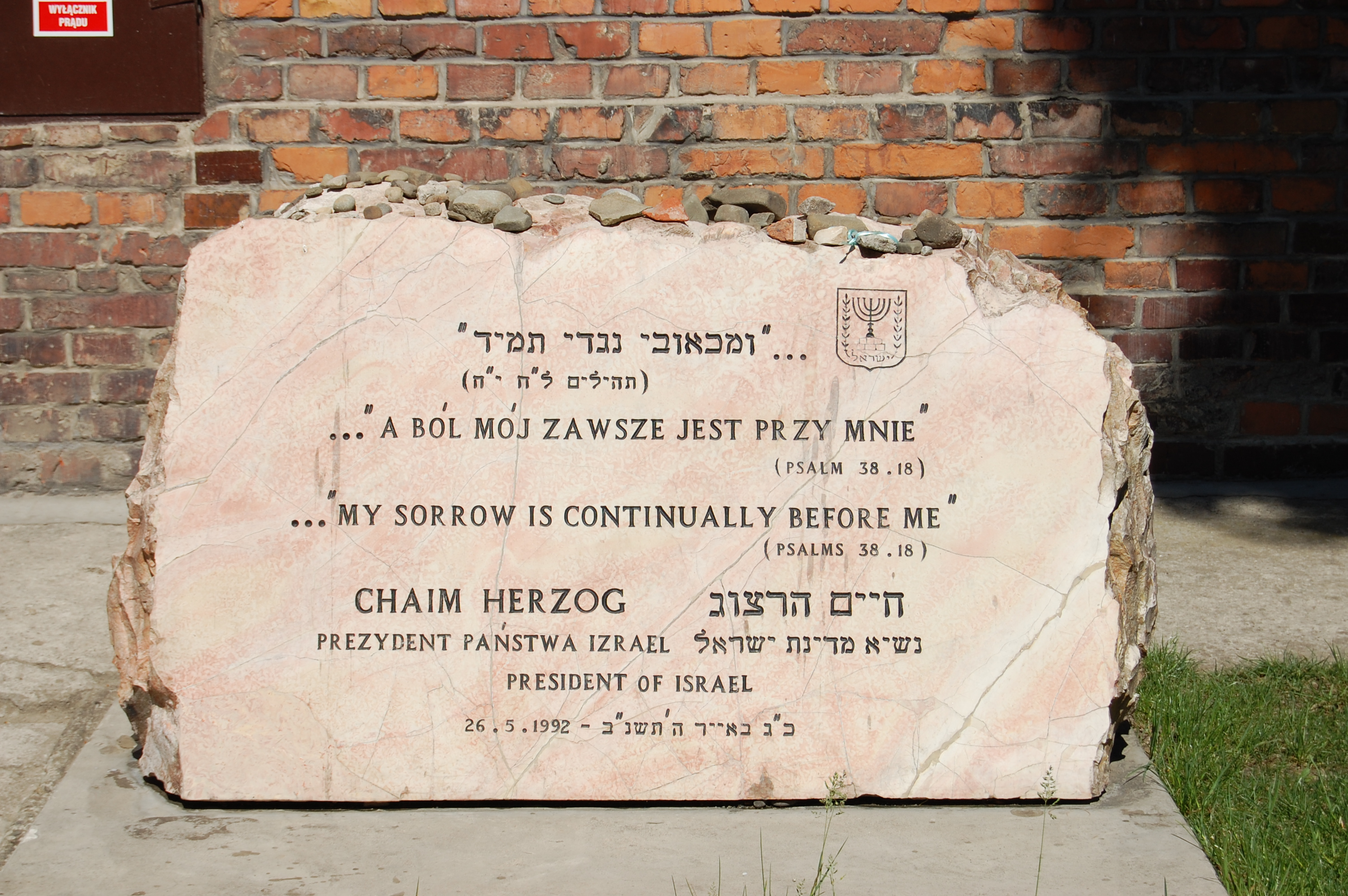
Pamětní kámen od prezidenta Herzoga v Osvětimi. Kámen pochází ze skály v Jeruzalémě. Stejný kámen (pouze citát z Knihy žalmů je v češtině) se nachází i v koncentračním táboře Terezín v České republice.

Poprvé byl Chajim Herzog zvolen prezidentem ve volbě konané 5. května 1983, do níž nastoupil jako kandidát opoziční strany Ma'arach. Jeho protivníkem byl Menachem Elon, nominovaný vládní stranou Likud. Toho porazil, když získal nejtěsnější možnou většinu 61 hlasů, zatímco Elon obdržel 57 hlasů. Prezidentský úřad Herzog zastával ve dvou po sobě jdoucích funkčních obdobích. Podruhé byl zvolen ve volbě konané 23. února 1988, kdy neměl žádného protikandidáta a získal 82 hlasů (2 hlasy byly proti, 2 hlasovací lístky byly odevzdány prázdné a jeden hlas byl neplatný).

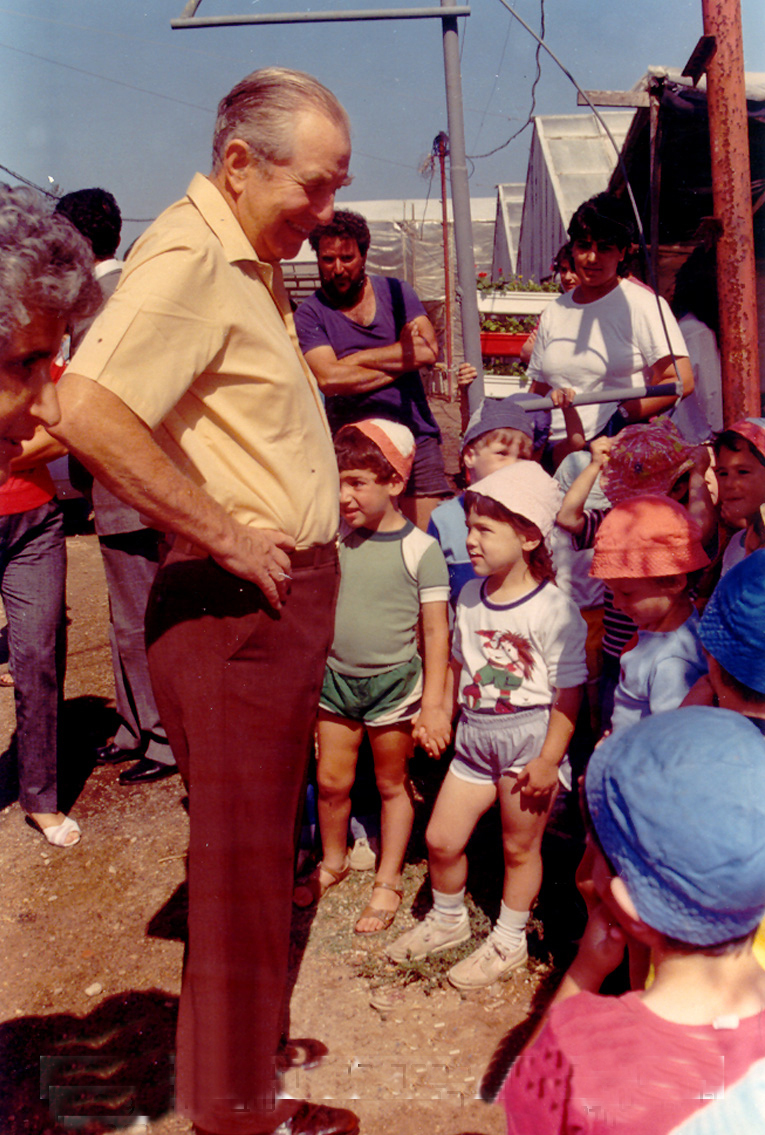
Prezident Herzog během návštěvy mošavu Bejt Jicchak, 1989

Herzog vnímal prezidentský úřad jako symbol jednoty národa a instituci, která může vyjádřit „nejhlubší pocity národa a zahrnout všechna etnická společenství, národnosti a vyznání.“ Ve své nové pozici se snažil o posílení morálních a národních hodnot judaismu a demokracie. Jádrem jeho prezidentství byl respekt k jednotlivci a občanovi a neustále udržoval kontakt s veřejností. Věřil, že všichni Izraelci, bez ohledu na náboženský či etnický původ, sdílejí touhu po míru. Snažil se o překlenutí rozdílů v izraelské společnosti a vyjadřoval se ke všem hlavním společenským otázkám, ať již šlo o absorpci imigrantů, integraci menšin, rasismus, změnu volebního systému či napětí mezi religiózní a sekulární částí společnosti.
| „ | Jsem prezident Arabů a Drúzů stejně jako Židů a nikdo, kdo popírá jejich práva, do této budovy nevstoupí. | “ |
| — Herzog takto zakázal vstup do prezidentské rezidence militantnímu protiarabskému poslanci Me'iru Kahanemu | |   |

Herzog též podporoval úzké styky mezi Izraelem a židovskými komunitami po celém světě a židovské vzdělávání. Jako prezident podnikl četné zahraniční cesty, během nichž se snažil vysvětlit izraelskou pozici a podpořit diplomatické a obchodní vztahy. Celkem navštívil přes třicet zemí a stal se prvním izraelským prezidentem, který uskutečnil oficiální státní návštěvu Německa (duben 1987), Čínské lidové republiky a vzhledem k blízkým americko-izraelským vztahům paradoxně i prvním izraelským prezidentem, který podnikl oficiální státní návštěvu Spojených států (listopad 1987). Byl též prvním prezidentem, který po znovunavázání diplomatických vztahů v roce 1991 navštívil Československo. Tehdy přijal též čestné členství, které mu udělilo Masarykovo demokratické hnutí.
V roce 1985 navštívil během státní cesty do Irska místo svých studií – Wesley College, kde slavnostně otevřel Irské židovské muzeum. Jako ostrý kritik režimu Saddáma Husajna označoval Irák za „doupě světového terorismu.“ Prohlásil, že svět většinou odmítá izraelská varování, že se Bagdád stává hlavním městem světového terorismu, a dodal, že některé západní státy pomohly Saddámu Husajnovi rozvinout jeho vojenskou sílu.

### Prezidentské milosti

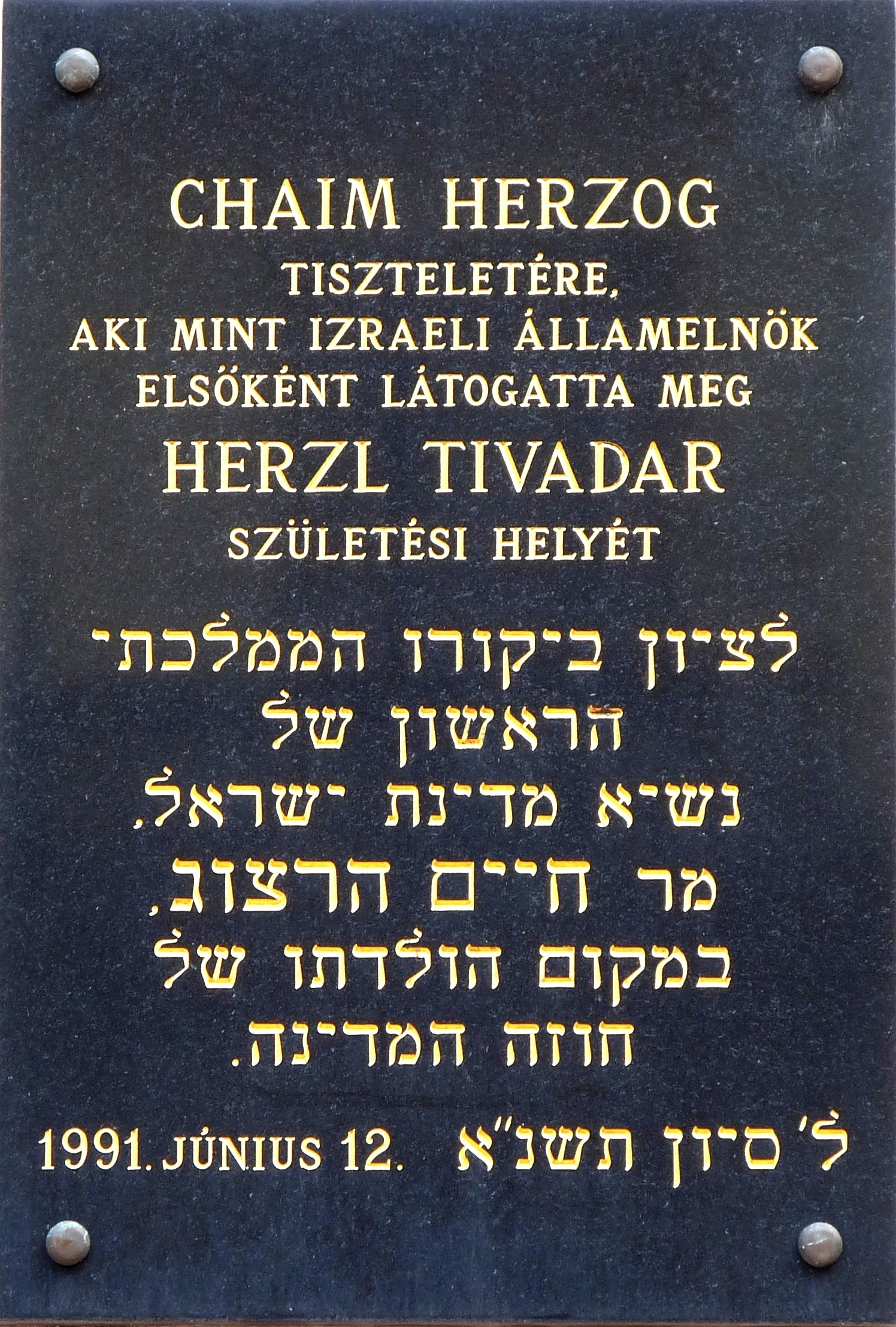
Pamětní deska na Velké synagoze v Budapešti: „Na památku Chajima Herzoga, prvního izraelského prezidenta, který navštívil rodiště Theodora Herzla, 12. června 1991“

Mezi jeho sporná rozhodnutí patřilo snížení trestu třem židovským radikálům ze skupiny Židovské podzemí, kteří byli v roce 1985 odsouzeni na doživotní odnětí svobody za vraždu čtyř palestinských Arabů, spáchanou roku 1984 v Hebronu. Trest snížil nejprve na 24 let odnětí svobody, pak na 15 let a v roce 1989 nakonec na 10 let odnětí svobody, čímž umožnil, aby vrazi byli po dvou letech propuštěni za dobré chování. Podle Marka Čejky (2011) vyšlo později najevo, že „hlavním důvodem zmírnění trestů byl velký tlak premiéra Šamira a ministra spravedlnosti Dana Meridora.“ V roce 1990 snížil jiným členům židovského podzemí doživotní tresty odnětí svobody za přípravu bombového útoku na mešity na Chrámové hoře.

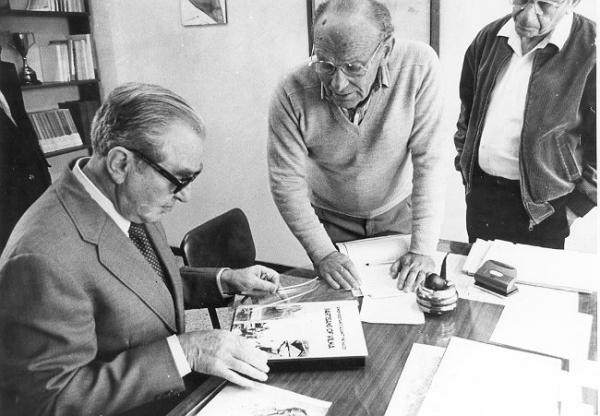
Prezident Herzog (vlevo) v archivu Jad Ja'ari, 1986

Kritiku veřejnosti též sklidilo jeho angažmá v tzv. aféře autobusu číslo 300. V dubnu 1984 unesli čtyři palestinští teroristé linkový autobus společnosti Egged, jehož pasažéři byli (až na jednu ženu) při zásahu speciální jednotky osvobozeni. Dva z únosců byli zabiti při záchranné operaci, zatímco zbylí dva zemřeli po skončení akce poté, co byli předáni agentům Šin Bet. Oficiálně však druzí dva „zemřeli po cestě do nemocnice.“ Pro vážně pochybnosti nechal ministr obrany Moše Arens celou událost prošetřit zvláštní vyšetřovací komisí, v jejímž čele stál Me'ir Zorea. Ve složitém vyšetřování se Šin Bet pokusila křivými výpověďmi svých agentů svalit vinu za smrt dvou zadržených na generála Jicchaka Mordechaje, který teroristy při výslechu bil. Kvůli mocenským bojům uvnitř zpravodajské služby se celá aféra dostala k rukám generálního prokurátora Jicchaka Zamira. Ten doporučil propustit ředitele zpravodajské služby Avrahama Šaloma a několik vyšších důstojníků pro ovlivňování svědků a falšování důkazů. Nakonec však nikdo z nich před soudem nestanul, neboť jim byla Herzogem udělena prezidentská milost, aniž by proti nim byla vznesena obvinění. V rozhovoru, který poskytl v roce 1993, Herzog uvedl, že odsuzuje to, co se po zásahu stalo, ale že v té době byl Izrael zatažen do války s teroristy a že případný soudní proces by mohl Šin Bet „roztrhat na kusy.“
V době jeho působení v prezidentském úřadu se vystřídalo šest vlád, v jejichž čele stáli postupně čtyři premiéři. On sám často fungoval jako zákulisní zprostředkovatel, například při sestavování vlád národní jednoty po volbách v letech 1984 a 1988. V květnu 1990 přijal čestné členství, které mu udělilo Masarykovo demokratické hnutí. V roce 1993 po vypršení druhého funkčního období odešel z politiky a v prezidentském úřadu jej nahradil někdejší velitel Izraelského vojenského letectva a bývalý ministr Ezer Weizman.

## Poprezidentské období

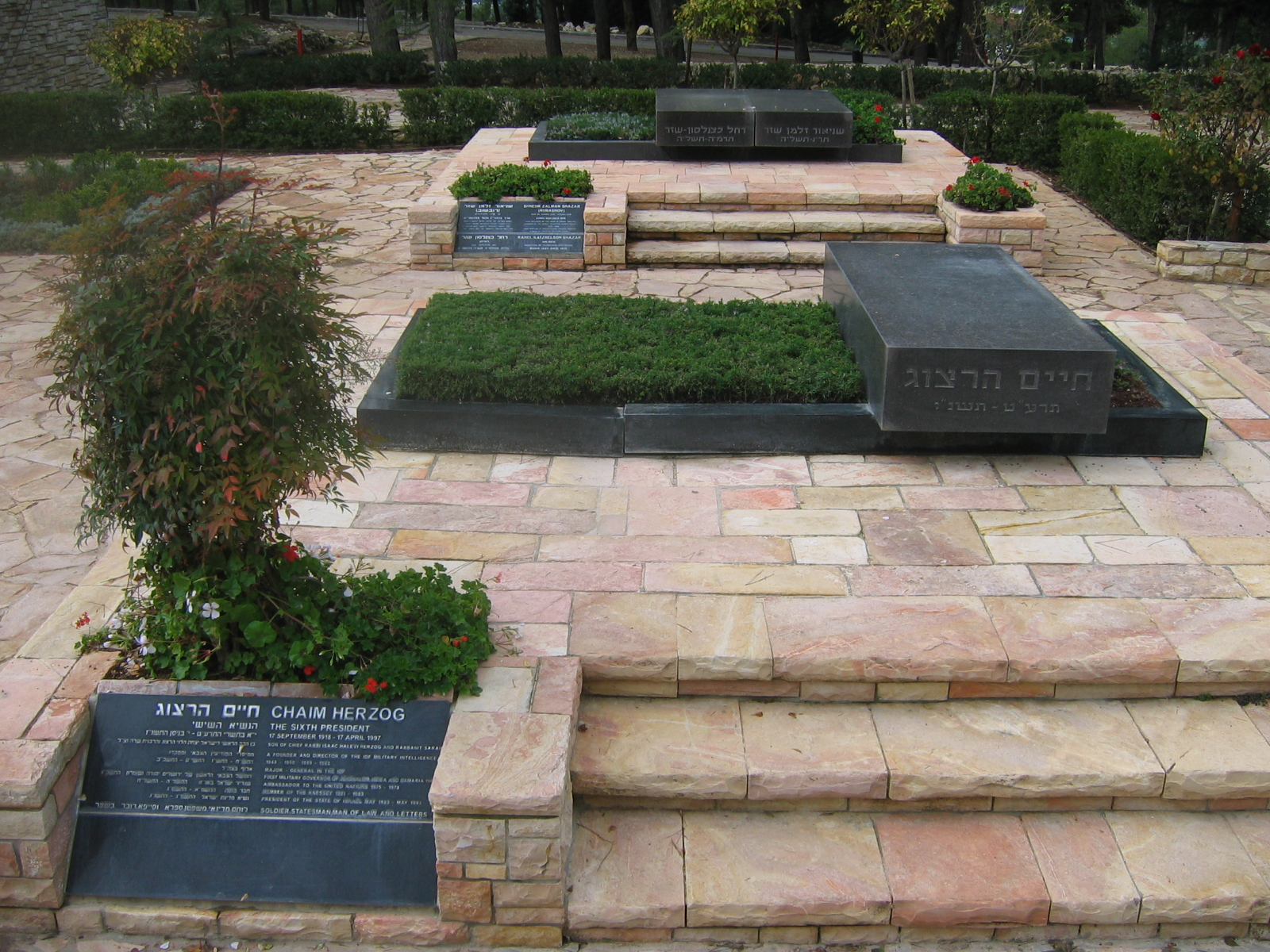
Herzogův hrob na národním hřbitově na Herzlově hoře v Jeruzalémě

Po návratu k soukromému životu se věnoval přednáškovým turné, psaní novinových komentářů, vlastní biografii a byl též členem několika správních rad. Angažoval se i při vzniku Centra blízkovýchodních studií a diplomacie při Ben Gurionově univerzitě, které se dnes na jeho počest jmenuje Centrum Chajima Herzoga pro blízkovýchodní studia a diplomacii. Rok po zavraždění premiéra Jicchaka Rabina Herzog promluvil na Bar-Ilanově univerzitě, kde dříve studoval Rabinův vrah Jig'al Amir. V rozhořčeném projevu připomněl soudržnost a sounáležitost izraelské společnosti z dob šestidenní války, která tehdy následovala Rabina jako náčelníka generálního štábu. Pokračoval slovy:
| „ | Jestliže vražda takového člověka, ministerského předsedy, nezpůsobí, že se rozechvějí všechna vlákna naší národní existence, jestliže to námi neotřese až do nejhlubších základů, jestliže nezvrátíme toto prokletí, nevykořeníme tuto rakovinu a neskoncujeme s touto skupinou šílených fanatiků – známkou hanby pro náš národ –, jsme, Bože chraň, v nebezpečí, že se staneme svědky toho, jak se bude tato noční můra opakovat. (…) Ohně zkázy již hoří na okraji tábora. Jestli si společně nepospíšíme uhasit je, zničí nám celý náš dům. | “ |

Zemřel 17. dubna 1997 na selhání srdce a je pohřben na národním hřbitově na Herzlově hoře v Jeruzalémě.

## Dílo
Jde o autora četných knih týkajících se historie, zejména vojenské historie.
Knihy vydané v angličtině:
- HERZOG, Chajim. Who stands accused?: Israel answers its critics. London: Random House, 1978. 277 s. Dostupné online. ISBN 0394501322.
- HERZOG, Chajim. The Arab-Israeli Wars: War and Peace in the Middle East from the War of Independence through Lebanon. London: Vintage, 1983. 480 s. Dostupné online. ISBN 0394717465.
- HERZOG, Chajim. Heroes of Israel: Profiles of Jewish Courage. London: Little Brown and Company, 1989. 295 s. Dostupné online. ISBN 0316359017.
- HERZOG, Chajim. Living History: A Memoir. New York: Pantheon, 1996. 448 s. Dostupné online. ISBN 067943478X.
- HERZOG, Chajim; GICHON, Mordechaj. Battles of the Bible. London: Pantheon, 1997. 320 s. Dostupné online. ISBN 1853672661.
- HERZOG, Chajim. The War of Atonement. London: Greenhill Books, 1998. 300 s. Dostupné online. ISBN 0394717465.

Knihy vydané v češtině:
- HERZOG, Chajim. Arabsko-izraelské války : válka a mír na Blízkém východě od války za nezávislost v roce 1948 po současnost. Praha: Nakladatelství Lidové noviny, 2008. 617 s. ISBN 978-80-7106-954-6.
- HERZOG, Chajim. Válka ze Dne usmíření : podrobný příběh z roku 1973 arabsko-izraelské války s úvodem brigádního generála Michaela Herzoga. Praha: Baronet, 2005. 375 s. ISBN 80-7214-767-6.
- HERZOG, Chajim; GICHON, Mordechaj. Biblické války. Brno: Books, 1999. 294 s. ISBN 80-7242-053-4.